# 维萨克-欧泰拉克
维萨克-欧泰拉克（法語：Vissac-Auteyrac，法語發音：[visak oteʁak]）是法国上卢瓦尔省的一个市镇，位于该省中部偏西，属于布里尤德区。该市镇于1972年由原市镇维萨克（Vissac）和欧泰拉克（Auteyrac）合并而成。

## 地理
维萨克-欧泰拉克（45°7'19"N, 3°36'35"E）面积17.1 平方千米，位于法国奥弗涅-罗讷-阿尔卑斯大区上盧瓦爾省，该省份为法国中南部省份，北起多姆山省和卢瓦尔省，西接康塔爾省，南至洛泽尔省，东临阿尔代什省。
与维萨克-欧泰拉克接壤的市镇（或旧市镇、城区）包括：菲克斯圣热内、阿列河畔马泽拉、阿列河畔圣阿尔孔、圣欧仁妮-德维勒讷沃、圣乔治多拉克、圣让德奈、锡欧格圣玛丽、瓦泽耶-利芒德尔。

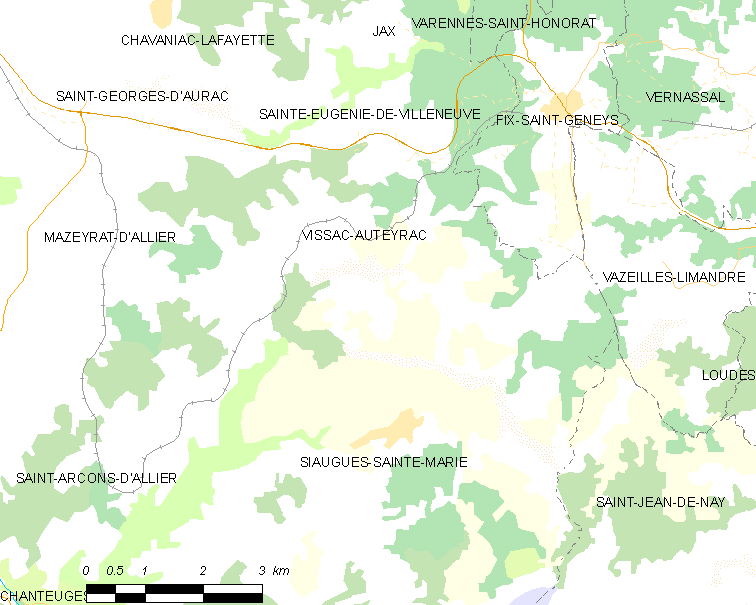
维萨克-欧泰拉克的OSM定位图

维萨克-欧泰拉克的时区为UTC+01:00、UTC+02:00（夏令时）。

## 行政
维萨克-欧泰拉克的邮政编码为43300，INSEE市镇编码为43013。

## 政治
维萨克-欧泰拉克所属的省级选区为拉法耶特地区县。

## 人口

1962-2008年间维萨克-欧泰拉克人口变化图示

维萨克-欧泰拉克于2022年1月1日时的人口数量为300人。